# جنگل آسفالت (آلبوم)
جنگل آسفالت نخستین آلبوم رپر ایرانی هیچ‌کس است که در ۹ مهر ۱۳۸۵ منتشر شد. همکاران او در ساخت این آلبوم، مهدیار آقاجانی به عنوان آهنگساز و ریویل و بیداد به عنوان خواننده مهمان هستند.از این به‌ عنوان آلبومی که رپ فارسی به بعد و قبل او تقسیم میشود یاد میشود.

## ترانه‌های آلبوم
| شماره      | نام                                   | نویسنده(ها)       | تهیه‌کنندگان | مدت   |
| ---------- | ------------------------------------- | ----------------- | ----------- | ----- |
| ۱.         | «مقدمه»                               | سروش لشکری        | مهدیار      | ۱:۲۹  |
| ۲.         | «دیده و دل» (به همراهی بیداد)         | سروش لشکری        | مهدیار      | ۴:۵۷  |
| ۳.         | «اختلاف»                              | سروش لشکری        | مهدیار      | ۳:۴۸  |
| ۴.         | «من وایسادم»                          | سروش لشکری        | مهدیار      | ۴:۱۳  |
| ۵.         | «قانون (Intro)»                       | سروش لشکری        | مهدیار      | ۰:۳۸  |
| ۶.         | «قانون»                               | سروش لشکری        | مهدیار      | ۴:۱۳  |
| ۷.         | «وطن‌پرست»                             | سروش لشکری        | مهدیار      | ۴:۲۳  |
| ۸.         | «اون منم [a]»                         | سروش لشکری        | مهدیار      | ۳:۴۵  |
| ۹.         | «برپا»                                | سروش لشکری        | مهدیار      | ۳:۲۰  |
| ۱۰.        | «هرطور شده می‌گم[b]»                   | سروش لشکری        | مهدیار      | ۳:۴۰  |
| ۱۱.        | «زندان»                               | سروش لشکری        | مهدیار      | ۳:۲۶  |
| ۱۲.        | «دیده و دل (Remix)» (به همراهی ریویل) | سروش لشکری، ریویل | مهدیار      | ۳:۵۳  |
| مجموع مدت: | مجموع مدت:                            | مجموع مدت:        | مجموع مدت:  | ۴۱:۲۱ |

خرده نوشته‌ها
- ^ در آهنگ «اون منم» از یکی از آهنگ‌های گوگوش به نام «اون منم» استفاده شده است.[۴]

## حواشی
انتشار این آلبوم سر و صدای بسیاری را به پا کرد. سروش لشکری که نتوانسته بود برای پخش آلبوم خود از وزارت ارشاد مجوز بگیرد، به پخش «غیرمجاز و زیرزمینی» آلبوم پرداخت.
پس از پخش این آلبوم، نام هیچ‌کس، بیش از گذشته، در موسیقی رپ مطرح شد.
آهنگ‌هایی با موضوعات اجتماعی و سیاسی چیزی نبود که در آن زمان، مجوز برایش صادر شود. در زمان عرضه این آلبوم خود شخص  سروش لشکری اقدام به پخش مویرگی سی دی‌های این آلبوم به دست مشتری‌ها نمود، نیروی انتظامی ایران تلاش کرد تا از فروش این آلبوم جلوگیری کند اما با وجود تلاش‌های زیاد، نتوانست. علاوه بر آن بسیاری از وب‌سایت‌ها این آلبوم را برای دانلود، قرار داده بودند، و می‌توان گفت که پس از پخش این مجموعه، وب‌سایت‌های پخش آهنگ امروزی در موسیقی ایران شکل گرفتند.
جنگل آسفالت نخستین آلبوم رپ فارسی بود که توانست در وبگاه آی تیونز برای فروش، قرار بگیرد. هیچ‌کس در تابستان ۲۰۲۱ موفق شد کاور آلبوم جنگل آسفالت را که به صورت توکن اِن‌اِف‌تی (NFT) منتشر کرده بود در مزایده ای به قیمت ده میلیارد تومان به فروش برساند.

## نماهنگ
از آلبوم جنگل آسفالت، آهنگ اختلاف، به صورت تصویری نیز پخش شد. همان‌طور که آهنگ دارای موضوع اجتماعی بود، در ویدئو نیز به این موضوع توجه شده بود، البته باید دانست که این تک آهنگ از آلبوم، برای فیلم کسی از گربه‌های ایرانی خبر نداره ساخته بهمن قبادی، ضبط شده بود. این ویدئو نخستین نماهنگ، از یک خوانندهٔ رپ ایرانی در کشور ایران بود که بازتاب‌های گسترده‌ای هم در سطح کشور و هم در سطح جهانی داشت.